# Lake Records
Lake Records is een Brits platenlabel, dat gespecialiseerd is in jazz, vooral in Britse traditionele en mainstream-jazz. Het werd in 1984 opgericht door Paul en Linda Adams en is een sublabel van het door hen eerder (in 1976) opgerichte Fellside Records. Het is gevestigd in Cumbria.
Op het label is muziek uitgekomen van onder meer Chris Barber, Mike Daniels, Sandy Brown, Bruce Turner, Dick Charlesworth, Diz Disley, Ray Foxley, Humphrey Lyttelton, Dutch Swing College Band, Alex Welsh, Archie Semple, Ken Colyer, Cy Laurie, Acker Bilk, Bob Wallis, Wild Bill Davison, Terry Lightfoot, Graeme Bell, Al Fairweather, Kid Ory, Keith Nichols, Ottilie Patterson, Harry Gold, Ruby Braff, Wally Fawkes, Bud Freeman, Peanuts Hucko, Freddy Randall, Teddy Wilson, John Crocker, Clinton Ford en Alan Elsdon.